# Pulvinaria justaserpentina
Pulvinaria justaserpentina är en insektsart som beskrevs av Fonseca 1973. Pulvinaria justaserpentina ingår i släktet Pulvinaria och familjen skålsköldlöss. Inga underarter finns listade i Catalogue of Life.